# ACDSee
ACDSee es un software shareware de visualización de imágenes para Microsoft Windows, desarrollado por la sociedad ACD Systems. La última versión, salida en 2014, lleva el número 18.
Existe una versión Pro (de pago) de ACDSee. La versión actualmente en disponible es la 8. Su principal interés respecto a la versión normal es la posibilidad de tratar las imágenes RAW.
Aparte de la visualización típica de directorios y miniaturas, el programa también permite mostrar imágenes de diapositivas de las imágenes y crear salvapantallas con las imágenes preferidas. Otras funcionalidades incluidas son: la conversión de formatos de imagen, la creación de galerías de imágenes CD / DVD y HTML, sincronización de directorios e indización de metadatos de imagen. El programa también ofrece un conjunto limitado de funciones de edición de imágenes, como por ejemplo la rotación y el cambio de medida, la corrección de errores, el zum, el texto, los filtros y los efectos especiales.  ACDSee tiene versiones en múltiples idiomas, entre ellos: inglés, francés, alemán y neerlandés.

## Controversia
ACDSee se enfrenta a críticas severas por parte de los usuarios puesto que desde la versión 7 del programa contiene un párrafo en el contrato de licencia que prohíbe la visualización de fotografías pornográficas, equiparando estas imágenes con las de contenido racista u odioso, hecho que ha creado una gran controversia.
Extraído del contrato de utilización de la versión 2009 :
Utilizar este software en conformidad con todas las leyes aplicables y sin ninguna finalidad ilícita". Sin limitar el que se ha dicho, el uso, visualización o distribución de este software, junto con material pornográfico, racista, vulgar, obsceno, difamatorio, injuriado, que promueve el odio, discriminando o mostrando prejuicios basados en la religión, la herencia étnica, la raza, la orientación sexual o la edad, está totalmente prohibido. "  No podéis utilizar este software contra las leyes aplicables y no podéis utilizarlo para ningún propósito ilícito. No podéis utilizar este software para mostrar material, aunque sea de forma limitada, pornográfico, racista, vulgar, obsceno, difamatorio, calumnioso, abusivo ", conceptos dañosos, discriminatorios o con prejuicios basados en la religión, la herencia étnica, la raza, la orientación sexual o la edad".)
Desde mayo de 2006 , ACDSee ya no soporta caracteres Unicode , cosa que hace imposible, por ejemplo, ver ficheros con nombres acentuados o con caracteres no latinos como el chino, el japonés o el coreano.

## Programas competidores
- FastStone Image Viewer
- IrfanView
- Picasa (desaparecido)
- PicaView
- ThumbsPlus
- Ulead Photo Explorer
- Adobe Photoshop Album
- Microsoft Photo Story
- Paint Shop Photo Album